# نورت وارن (پنسیلوانیا)
نورت وارن (به انگلیسی: North Warren) یک منطقهٔ مسکونی در ایالات متحده آمریکا است که در شهرستان وارن، پنسیلوانیا واقع شده‌است. نورت وارن ۱٬۹۳۴ نفر جمعیت دارد.